# 曹去晶
曹去晶（？—？），遼東人，清朝作家，古典豔情小說《姑妄言》作者。

## 生平
生辰年月不詳，據《姑妄言》成書完成於雍正八年（公元1730年），可推測作者出生于雍正帝登基之前（1722年前）。其曾署名三韩曹去晶，久居南京。文史学家曾推测其与曹雪芹相识，或為親戚。